# Samsung Galaxy S5
Samsung Galaxy S5 je smartphone společnosti Samsung Electronics a vlajková loď této firmy. Navazuje na model Samsung Galaxy S4 z předchozího roku. Mobilní telefon byl představen 24. února 2014 na Mobile World Congress v Barceloně ve Španělsku. Největšími novinkami jsou čtečka otisků prstů, certifikace IP67 (stupeň ochrany) s voděodolností a prachuvzdorností, měřič tepu, nahrávání 4K videa a další.

Logo Samsungu Galaxy S5

## Specifikace

### Hardware a design
Konstrukce modelu Galaxy S5 vychází z S4. Samsung Galaxy S5 má odnímatelný zadní kryt. Na rozdíl od minulých modelů používá zadní kryt modelu S5 měkký plast. S5 je certifikován podle IP67 odolnosti proti prachu a vodě. Jako takový může být telefon ponořen do vody až do vzdálenosti 1 metru po dobu až 30 minut. S5 je k dostání v černé, modré, zlaté a bílé barvě. Obrazovka má velikost 5,1 palce (130 mm)

### Software
Model S5 byl vydán s Androidem 4.4.2 KitKat, ale dostal aktualizace, nejnovější verze je 6.0.1 Marshmallow. Některé změny byly ovlivněny patentovou licenční smlouvou se společností Google, která vyžaduje, aby se rozhraní TouchWiz společnosti Samsung podrobněji zabývalo designem Androidu.

### Varianty
Samsung vydal dvě robustní verze Galaxy S5 jsou to S5 Active a S5 Sport. Oba modely jsou vybaveny designem S5 se sadou fyzických navigačních tlačítek. Ani jeden model není vybaven snímačem otisků prstů, ale jsou jinak shodné se standardními modely modelu S5. Obě zařízení obsahují také aplikaci "Activity Zone", která obsahuje barometr, kompas a stopky. Galaxy S5 Active obsahuje "Aktivní klávesu" na boční straně zařízení, která může být nakonfigurována tak, aby spouštěla určité aplikace při krátkém a dlouhém stisknutí; ve výchozím nastavení spustí tlačítko aplikaci Activity Zone. Galaxy S5 Sport má dodatečný software "Sprint Fit Live", který slouží jako centrum pro zdravotně orientovaný obsah a Samsung Health, společně se službou MapMyFitness, která je pod vlastností Under Armour a službou Spotify pro streamování hudby. Zařízení je prodáváno s bezplatnými předplatnými obou služeb. Oba modely jsou dodávány v různých barevných provedeních (šedá, kamuflážová zelená a červená pro S5 Active a modrá a červená pro S5 Sport). Galaxy S5 Sport je o něco lehčí než S5 Active. Verze Sport váží 158g a Active váží 171g.
V červnu 2014 společnost Samsung také vydala verzi pro 2 SIM karty, nazvanou Samsung Galaxy S5 Duos, která nese modelové označení SM-G900FD.
Revize hardwaru nazvaná Galaxy S5 Neo byla vydána v srpnu roku 2015. Model S5 Neo je levnější variantou originálního modelu S5. Mezi změny patří odstranění snímače otisků prstů a další. Samsung také vydal Android 7.0 Nougat s nadstavbou Samsung Experience, který původní S5 neměl. S5 Neo byl původně k dispozici v Evropě (model SM-G903F) a v Kanadě (model SM-G903W).